# Segundo Concílio Budista
O Segundo Concílio Budista (383 a.C.) foi convocado pelo rei Calaxoca, tendo decorrido em Vessáli, na sequência de conflitos entre escolas tradicionais do budismo e um movimento de interpretação mais liberal conhecido como os Mahasamghikas. Para as escolas tradicionais o Buda tinha sido um ser humano que alcançou o estado de iluminação, e este poderia ser facilmente alcançado pelos monges seguindo as regras monásticas. Para os Mahasamghikas esta perspectiva era demasiado individualista e egoísta, propondo como verdadeiro objetivo o atingir do estado de budeidade. Tornaram-se proponentes de regras monásticas menos rígidas, que pudessem apelar a um maior grupo de pessoas.
Os Mahasamghikas seriam rejeitados durante o concílio, tendo estes se fixado durante vários séculos no noroeste da Índia e na Ásia Central, como mostram as inscrições Carosti datadas do século I encontradas perto do rio Oxo.